# Бойня (станция)
Бо́йня — тупиковая железнодорожная станция Малого кольца Московской железной дороги в Москве. Входит в Московско-Курский центр организации работы железнодорожных станций ДЦС-1 Московской дирекции управления движением. По основному применению является промежуточной, по объёму работы отнесена к 4 классу. Ранее была грузовой станцией 2 класса.
Названа в связи первоначальным назначением — обслуживанием городской бойни.
Располагается в Нижегородском районе, между Третьим транспортным кольцом и Волгоградским проспектом.
Состоит из двух отдельных парков — Городской (располагается севернее, у Скотопрогонной улицы) и Товарный (ближе к Волгоградскому проспекту). Также на станции числится законсервированный парк (на 2021 год фактически демонтированный) Симоново (бывшая станция).
Под западной горловиной станции находится станция метро «Волгоградский проспект», над ней — эстакада Волгоградского проспекта.

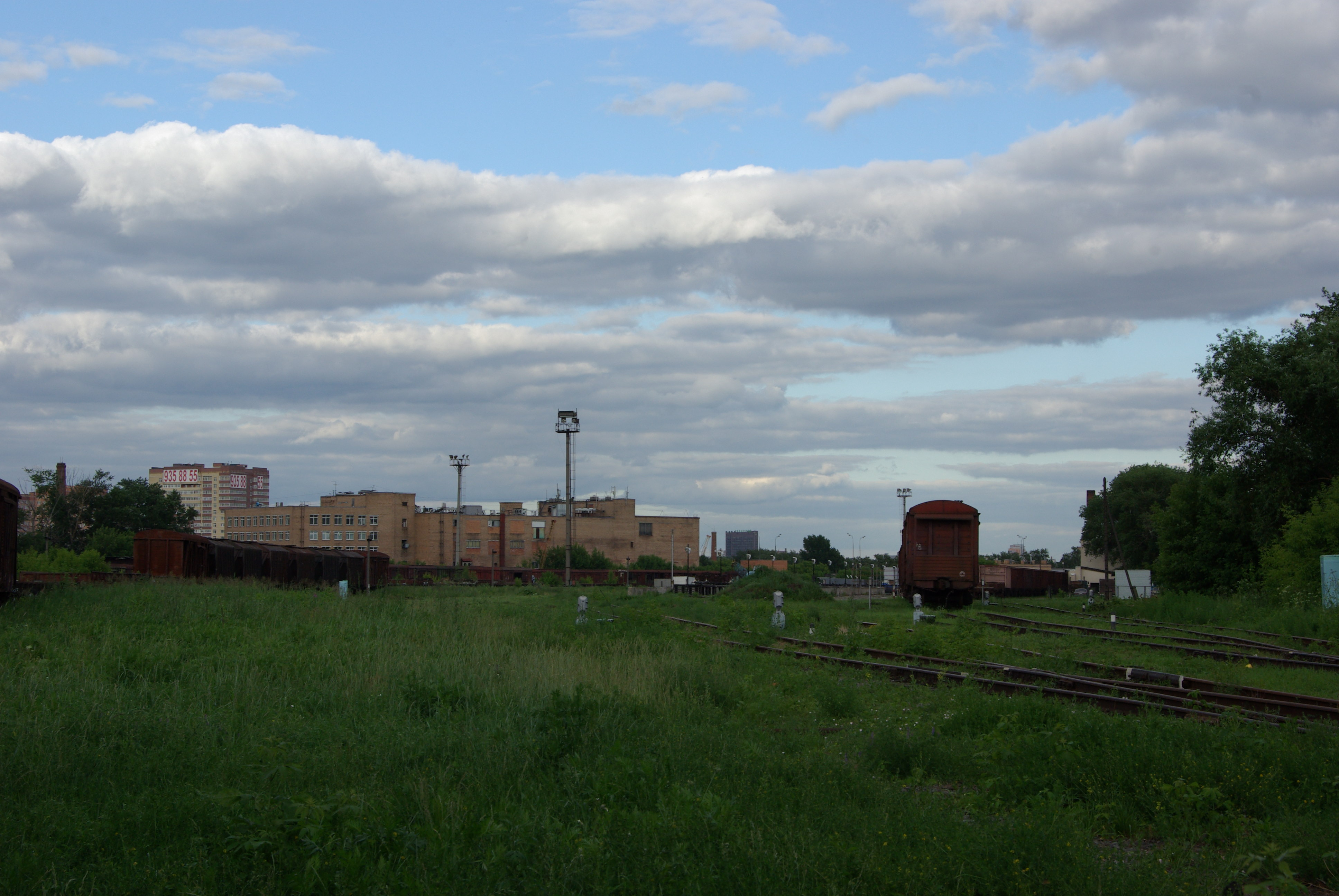
Северный парк станции Бойня в 2013 году, в 2018 на этой площадке построен ангар мусороперегрузочной станции

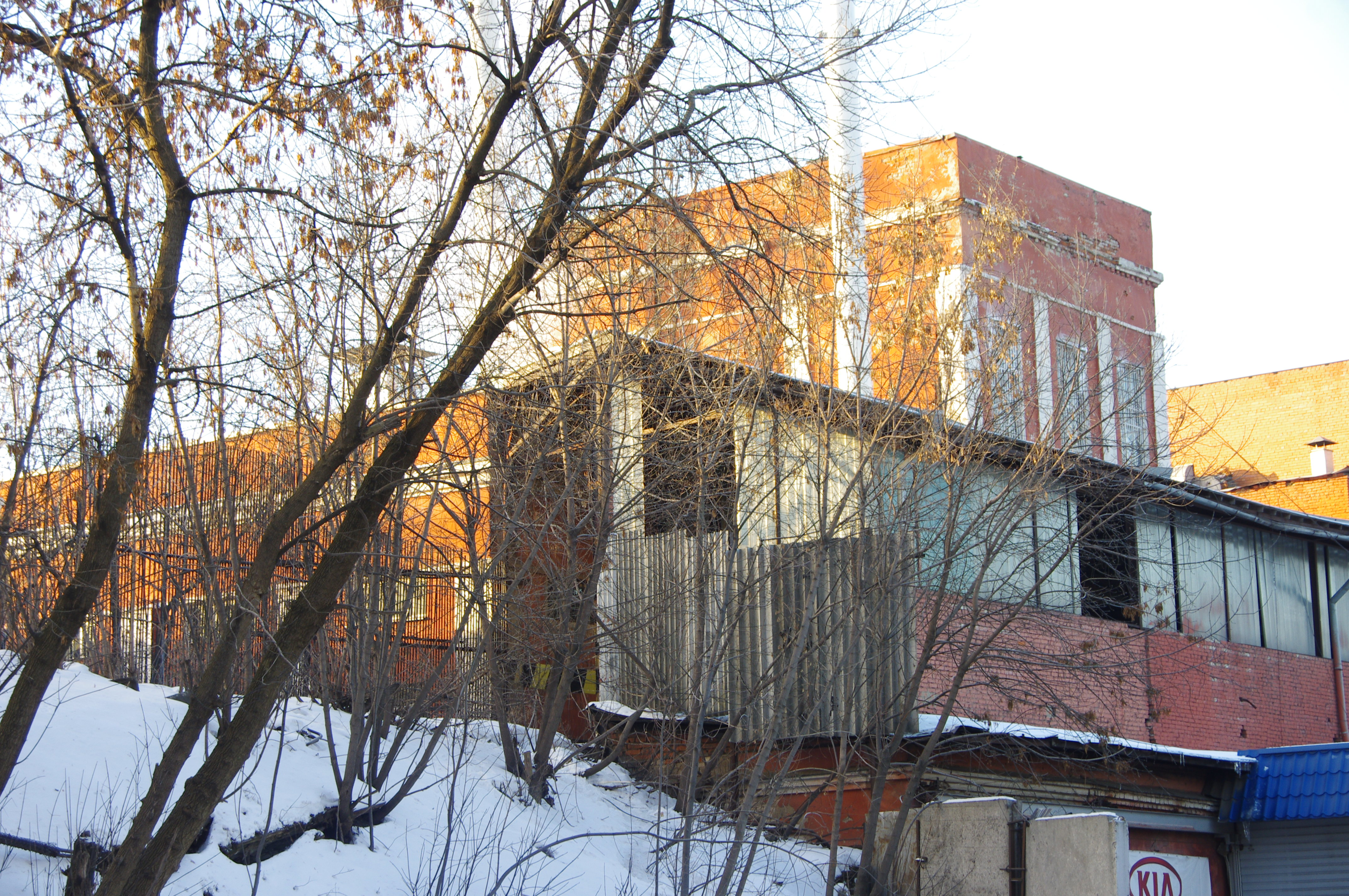
Подъездной путь от северного парка станции Бойня проходит по насыпи вдоль Большой Калитниковской улицы и заходит во второй этаж здания

В 2018 году в Городском парке станции началось строительство мусороперевалочного пункта, предназначенного для вывоза мусора из Москвы в другие регионы страны. Однако из-за развернувшейся кампании протеста строительство было свернуто, и мусорный кластер так и не начал свою работу.
Городской и и Товарный парк соединяются с главным ходом Малого кольца Московской железной дороги. Также из Товарного парка станции отходит путь на станцию Новопролетарская (и далее в сторону станции Перово), путь пересекает ТТК и МК МЖД по путепроводу. Парк Городской (северный) тупиковый. От Товарного парка (южный) на запад отходил путь к парку Симоново, ныне законсервированный (фактически демонтированный. На 2021 год через 100м от эстакады в сторону Симоново пути демонтированы).
2 мая 2014 года станция закрыта для всей грузовой работы по параграфу 3 Тарифного руководства № 4. Открыта по знаку «X» (грузовые и пассажирские операции не производятся). Код ЕСР сменён с 199708 на 199712 Архивная копия от 9 августа 2014 на Wayback Machine.
По состоянию на 2023 год работы на станции не ведётся, периодически лишь используется подъездной путь близлежащей ТЭЦ-8 для поставки мазута. В 2024 г. станция частично реконструирована для обслуживания пункта выгрузки щебня, заменена рельсо-шпальная решётка на четырёх путях и восстановлен вытяжной тупик в сторону Симоново. По состоянию на 2025 год станция сильно загружена перевалкой щебня для нужд строительного комплекса Москвы, планируется строительство контейнерного терминала.